# 広島瓦斯電軌C形電車
広島瓦斯電軌C形電車（ひろしまがすでんきCがたでんしゃ）は、広島瓦斯電軌（後の広島電鉄）が1922年（大正11年）に導入した電車である。同社宮島線用に導入された鉄道線規格の車両で、市内線（路面電車）の車両に対して床の地表からの高さが高かったため、「高床車」とも呼ばれた。
本項では、翌1923年（大正12年）に導入されたD形、1925年（大正15年）に導入されたF形の各形式についても併せて記述する。

## 概要
宮島線の開通に際して梅鉢鐵工所（後の帝國車輛工業）へC形を2両発注し、1922年（大正11年）6月に竣功した。形式称号は「C形」であるが、車番は1・2であった。翌1923年（大正12年）に、宮島線の延伸に際して同じく梅鉢鐵工所においてD形を8両新製した。車番は3 - 10とされ、C形の続番が付与された。さらに1925年（大正14年）には再び梅鉢鐵工所においてF形を5両新製した。車番は11 - 15で、C形・D形の続番が付与されている。
いずれも全長11m級の、ほぼ同一の車体を備える木造ボギー車であるが、C形においては台車が日本車輌製造製・主要機器が東洋電機製造製と国産品が採用されたが、D形は台車がブリル (J.G.Brill) 社製・主要機器がウェスティングハウス・エレクトリック (WH) 社製と主要機器が輸入品で占められている点が異なり、F形については車体の側面見付がC形・D形とは一部異なるほか、台車は日本車両製造製・主要機器は三菱電機製に変更された。スタイルは、前面は緩くカーブした丸妻3枚窓非貫通で前面上部中央に小型の行先表字幕が設置されていた。後に表字幕を撤去して中央窓の上辺を左右の窓よりやや高くしており、また前面・側面とも全ての窓の上辺が緩くカーブした独特のスタイルだった。前照灯は前面屋根上に1灯を設置していた。塗色は、初期が上が灰色で下が青のツートン、戦後は上がクリーム色で下が紺色のツートンだった。
当時、市内線は水道管などが腐食するおそれがあることから線路に電気を流さず、集電装置がダブルポール仕様であったが、宮島線の車両はその心配がなかったため、C形・D形・F形はいずれも当初よりシングルポール仕様で落成した。

## 運用
1938年（昭和13年）11月11日に発生した千田町車庫（現・千田車庫）火災において、C形2・D形8の2両が被災焼失した。翌1939年（昭和14年）に形式称号改訂が実施され、C形は1000形1000、D形は1010形1010 - 1016、F形は1020形1020 - 1024とそれぞれ改称・改番された。なお、被災した2両は1941年（昭和16年）に流線形の前面が特徴の半鋼製車体を新製して復旧、1040形1040・1041と形式区分された。
1943年（昭和18年）2月には宮島線電車の集電装置がポールから低い櫓状の台座を持つパンタグラフへ変更されたが、同時期に1020形1022（初代）は楽々園駅付近で制動装置の故障を起こし、暴走した末に脱線大破した。同車は西広島車庫へ収容後解体処分されたが、車籍は戦後まで残された。
1951年に車番のゼロ起番を廃する目的で改番が実施され、1000形1000は1001へ、1010形1010は1017へ、1020形1020は1022（2代）へそれぞれ改番された。前述した車籍のみが残存した状態であった1022（初代）は書類上1025へ改番されたのち、1952年（昭和27年）3月29日付で除籍処分となった。
1957年（昭和32年）に1010形1011 - 1014を従来の両端扉仕様から前中扉仕様に車体を改造し、同時に間接自動制御化・2両編成化といった各種改造が実施された。また同年、1040形を連接車に改造するにあたり、1040形2両の性能を統一する目的で1000形1001と1040形1041の主要機器を相互に振り替え、1010形1015 - 1017と同一仕様となった1001は1018と改番して1010形へ編入された。
その後老朽化により、1020形が1966年（昭和41年）4月までに、1010形が1968年（昭和44年）1月までにそれぞれ全車除籍され、広島電鉄に在籍する木造車は全廃となった。

## 車歴
|                | 車番 | 竣功       | 改番 （1939年） | 改番 （1951年） | 廃車           | 備考                                         |
| -------------- | ---- | ---------- | --------------- | --------------- | -------------- | -------------------------------------------- |
| C形 （1000形） | 1    | 1922年6月  | 1000            | 1001            | 1966年4月20日  | 最終車番は1018（1957年4月13日付改番）        |
| C形 （1000形） | 2    | 1922年6月  | –               | –               | –              | 千田町車庫火災被災車、1941年に1040として復旧 |
| D形 （1010形） | 3    | 1923年12月 | 1010            | 1017            | 1966年4月20日  |                                              |
| D形 （1010形） | 4    | 1923年12月 | 1011            | –               | 1968年1月10日  |                                              |
| D形 （1010形） | 5    | 1923年12月 | 1012            | –               | 1968年1月10日  |                                              |
| D形 （1010形） | 6    | 1923年12月 | 1013            | –               | 1967年12月31日 |                                              |
| D形 （1010形） | 7    | 1923年12月 | 1014            | –               | 1967年12月31日 |                                              |
| D形 （1010形） | 8    | 1923年12月 | –               | –               | –              | 千田町車庫火災被災車、1941年に1041として復旧 |
| D形 （1010形） | 9    | 1923年12月 | 1015            | –               | 1967年12月31日 |                                              |
| D形 （1010形） | 10   | 1923年12月 | 1016            | –               | 1966年4月20日  |                                              |
| F形 （1020形） | 11   | 1925年7月  | 1020            | 1022 II         | 1966年4月20日  |                                              |
| F形 （1020形） | 12   | 1925年7月  | 1021            | –               | 1964年9月      |                                              |
| F形 （1020形） | 13   | 1925年7月  | 1022 I          | –               | 1952年3月27日  |                                              |
| F形 （1020形） | 14   | 1925年7月  | 1023            | –               | 1964年9月      |                                              |
| F形 （1020形） | 15   | 1925年7月  | 1024            | –               | 1963年4月      |                                              |